# Santa Helena (Paraíba)
Santa Helena é um município brasileiro do estado da Paraíba, localizado na Região Geográfica Imediata de Cajazeiras. De acordo com o IBGE (Instituto Brasileiro de Geografia e Estatística), no ano de 2022 sua população era estimada em 5.865 habitantes. Área territorial de 211,143 km².

## História de fundação
O antigo povoado Canto de Feijão, hoje Santa Helena está localizada no extremo Oeste da Paraíba com uma população de aproximadamente 5.865 habitantes conforme o último censo realizado pelo IBGE no ano de 2022. Limita-se ao Norte com a cidade de Triunfo, Sul com Bom Jesus e Cajazeiras, Leste com São João do Rio do Peixe e Oeste com o Baixio e Umarí no Estado do Ceará. A comunidade até então chamada de Canto de Feijão (nome sugerido devido a farta colheita do feijão na época) teve seu aceleramento estimulado em 1922, com a construção da Via Férrea-RVC – Rede Viação Cearense, hoje pertencente à Rede Ferroviária Federal S/A, e que naquela época estava ativada para o transporte de passageiros. A referida via férrea hoje funciona apenas no transporte de cargas e encomendas, ligando Fortaleza á Recife. Exatamente no local onde hoje fica a Sede Municipal, foi armado o acampamento dos trabalhadores da Ferrovia e logo após foram construídas as famosas casas de turmas, residências que seria abrigo para o pessoal da manutenção, estação e etc. Sua emancipação política ocorreu no dia 12 de dezembro de 1961.
O antigo povoado que teve como fundadores os Senhores Raimundo Luiz do Nascimento, Joaquim Alves de Oliveira e Gonçalo Vitoriano foi, inicialmente, chamado de “Canto do Feijão”. Haja vista a razoável produção do produto na região. Em 1927, Raimundo Luiz do Nascimento e um de seus empregados padeceram ante a sanha assassina do bando do Cangaceiro de Lampião que, procedente de Brejo das Feiras com destino ao Ceará, saqueou o povoado Canto do Feijão. Esse fatídico episódio deixou dona Rosa Ferreira do Nascimento, esposa do senhor Raimundo, viúva com três filhos (um ainda na barriga) e na miséria, sem ter nem mesmo onde morar. Sobreviveu às custas de seu trabalho como lavadeira.
Tendo sido morto pelo bando de Lampião o Raimundo Luiz do Nascimento, um dos fundadores do povoado Canto do Feijão, hoje Santa Helena , continuou seu parceiro Joaquim Alves de Oliveira na luta do desenvolvimento da localidade. Para tanto, fez ele a doação de uma faixa de terra para a construção da Capela que teve sua construção iniciada em dois lugares diferentes, somente em 1933 foi construída definitivamente no local onde se encontra, doando ainda toda a faixa de terra onde se localiza a rua Joaquim Alves de Oliveira com patrimônio da igreja.

## Formação administrativa
Distrito criado com a denominação de Santa Helena ex-povoado pela Lei Municipal nº 144, de 24 de junho de 1957, subordinado ao município de Antenor Navarro.
Elevado a categoria de município com a denominação de Santa Helena, pela Lei Estadual nº 2016 de 12 de dezembro de 1961, desmembrado de Antenor Navarro. Sede no antigo distrito de Santa Helena. Constituído do distrito sede. Instalado em 29 de dezembro de 1961.

## Geografia
O município está incluído na área geográfica de abrangência do semiárido brasileiro, definida pelo Ministério da Integração Nacional em 2005.  Esta delimitação tem como critérios o índice pluviométrico, o índice de aridez e o risco de seca.